# Falknerei

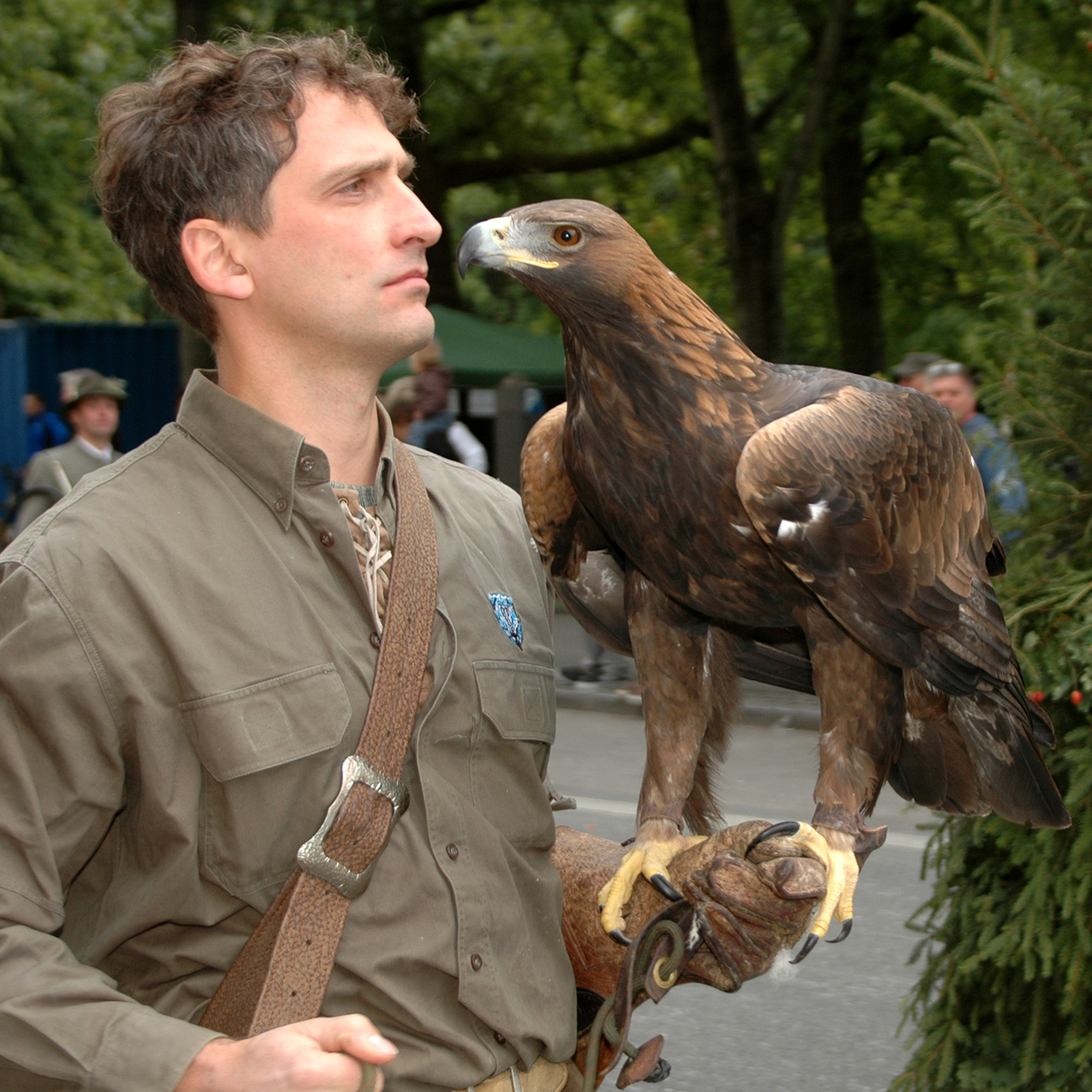
Falkner des Bayerischen Jagdverbands mit Steinadler

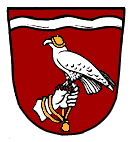
Wappen von Gennach: Falke mit Kappe sitzt auf behandschuhter Hand

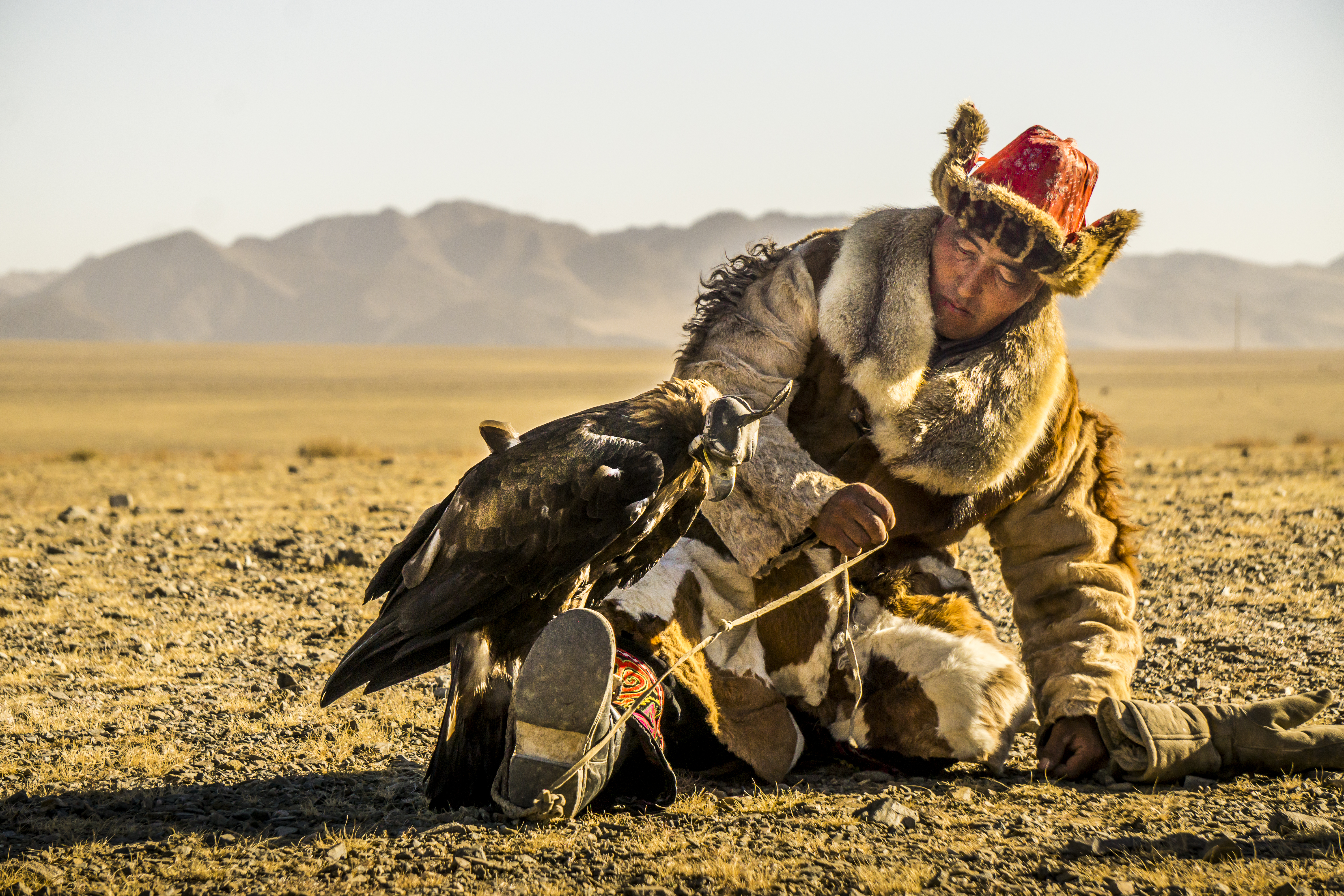
Falkner mit Steinadler in der Mongolei

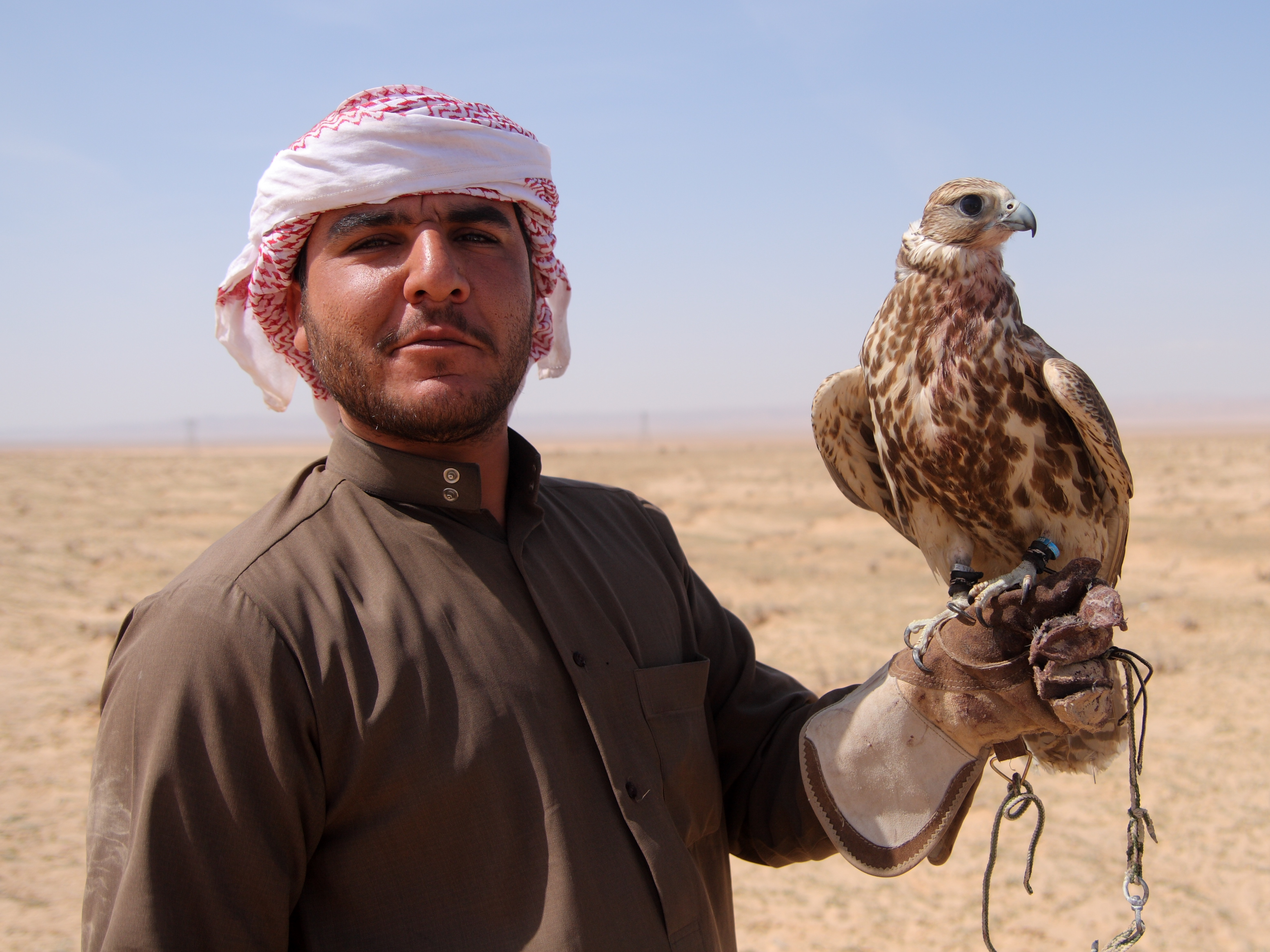
Saudischer Falkner in Syrien (2009)

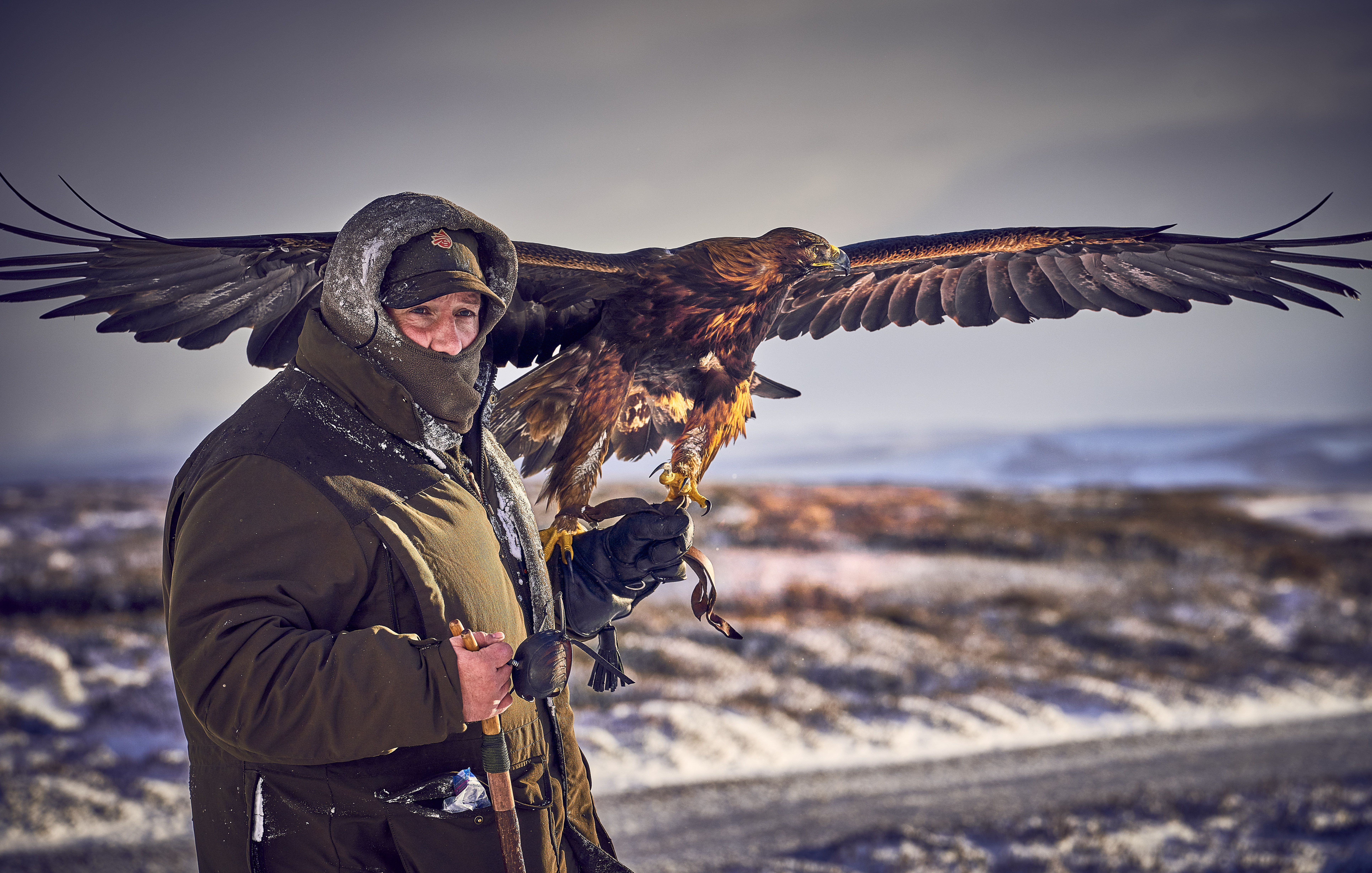
Britischer Falkner mit Steinadler bei der Jagd auf Schneehasen

Falknerei oder jägersprachlich Beizjagd, abgekürzt auch Beize, nennt man das Abrichten von sowie die Jagd mit Greifvögeln und Falkenartigen – z. B. Gerfalken, aber auch Habichte, Sperber, Adler, u. Ä. – auf frei lebendes Wild. Beutetiere bei der Beizjagd sind sowohl Feder- als auch Haarwild. Mit dem Abrichten gehört neben der eigentlichen Jagd auch Ausbildung und Pflege der jeweiligen Vögel zur Falknerei. Durch die UNESCO wurde die Falknerei 2010 als immaterielles Kulturerbe der Menschheit anerkannt.

## Geschichte

### Entstehung
Die Ursprünge der Beizjagd (von mittelhochdeutsch beizen ‚beißen machen‘, ‚beißen lassen‘; s. a. persisch bāz, ‚Falke‘) liegen im Dunkel der Geschichte, wobei in der Forschung davon ausgegangen wird, dass ihre Ursprünge in Mesopotamien oder der mongolischen Steppe liegen und mindestens in die Zeit um 3000 v. Chr. zurückreichen.

### Altertum
Ob antike Ägypter die Beizjagd ausübten, ist unklar. In Abydos wurde eine Grabstätte mit einbalsamierten Falken entdeckt. Die Falkenmumien sind in Leinen eingewickelt und haben in großen, ovalen Tonsarkophagen gelegen, einige von ihnen mit goldverzierten Masken. Auch sind intakte Falkeneier gefunden worden. Die oberste Gottheit war in Ägypten Horus, der Falke. Ein assyrisches Relief in den Ruinen von Khorsabad aus dem Ende des 8. Jahrhunderts v. Chr. zeigt möglicherweise die Falknerei, also einen Falkner mit einem Falken auf der Faust.
Beizvögel beziehungsweise deren Vorläufer werden wahrscheinlich in der Odyssee mit den Worten beschrieben:
„Scharfklauichte Geier und Habichte, welchen der Landmann
ihre Jungen geraubt, bevor sie flügge geworden.“
Im 4. Jahrhundert v. Chr. erwähnte Aristoteles dann die Falknerei bei den Thrakern und Indern.

### Zentralasien

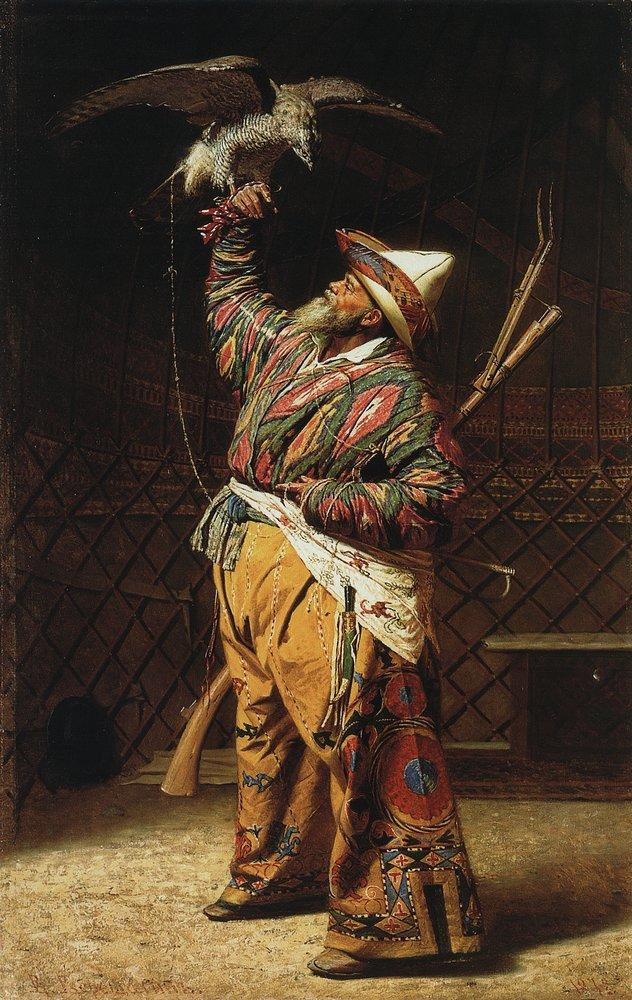
Kirgisischer Falkner, 1871

Die Beizjagd wurde in einem Gebiet, das von der heutigen Türkei bis nach China reicht, intensiv gepflegt. Marco Polo, der sich im 13. Jahrhundert mutmaßlich am Hof des Kublai Khan aufhielt, berichtete, dass dieser mit 10.000 Falknern aufbrach, um in den Ebenen seines Reiches auf Wolf, Fuchs und Hase zu jagen. Wenn diese Zahl auch wahrscheinlich übertrieben ist, so dürfte dem Hofstaat des Mongolenherrschers tatsächlich eine sehr große Zahl von Falknern angehört haben.
Die Beize mit dem Steinadler zu Pferde ist eine Jagdart zentralasiatischer Völker. Da die Adlerweibchen größer und stärker sind als die Männchen, werden sie als Beizvögel bevorzugt. Kirgisische und kasachische Falkner bevorzugen Steinadler aus dem Südural, da sie wegen ihrer Größe auch zur Wolfsjagd verwendet werden können.
Der Steinadler packt die Wirbelsäule des Wolfes mit einem Fuß. Wenn der Wolf seinen Kopf wendet, um den Vogel zu beißen, greift der Adler mit dem anderen Fuß die Schnauze und kann so den Wolf bewegungsunfähig halten. Der Adler hält ihn so lange nieder, bis der Jäger kommt und das Tier tötet. Der Adler muss dabei sehr geschickt und schnell vorgehen, denn zu langsames oder falsches Greifen kann dazu führen, dass der Wolf den Fuß des Adlers erwischt und den Kampf für sich entscheidet. Jeder Krallenfuß des Adlers kann mit einer gehörigen Kraft zupacken und durch die Schädeldecke in den Kopf des Wolfes greifen.

### Europa

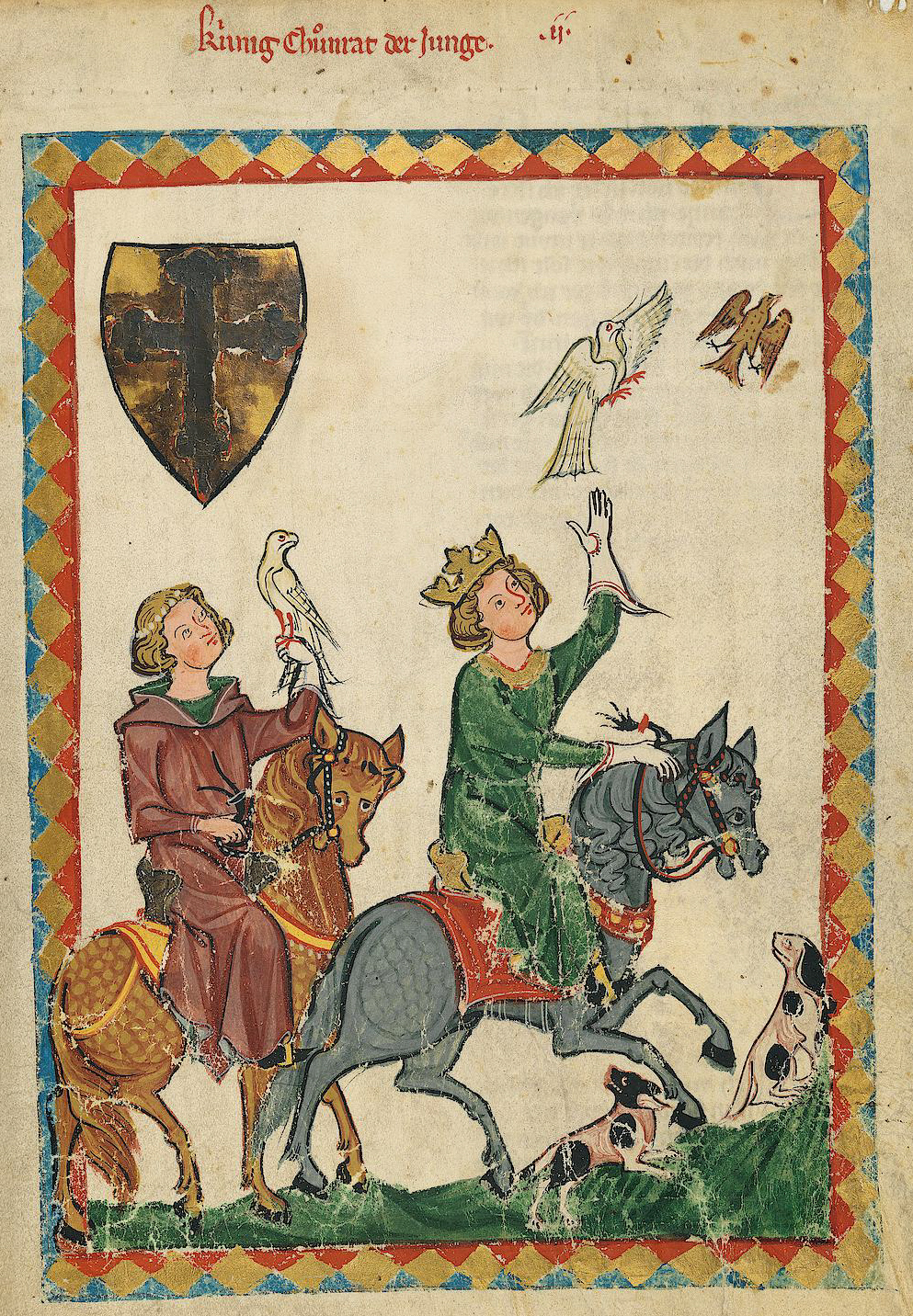
Manessische Liederhandschrift, fol. 7r, Konradin von Hohenstaufen auf Falkenjagd, von Jagdhunden begleitet

Um 79 n. Chr. beschreibt Plinius in seiner Naturalis historia die Beizjagd bei den Thrakern, während Römer diese offenbar noch nicht ausübten. Sie fingen noch Vögel mit Wurfhölzern, Schlagnetzen oder Leimruten.
Die Germanen wurden mit der Beizjagd während der Zeit des 2. bis 4. Jahrhunderts n. Chr. wohl durch Vermittlung der Sarmaten bekannt, im Zuge der östlichen Ausdehnung der Goten. Anschließend scheint sich der Brauch auch in Gallien verbreitet zu haben. Der Sohn des römischen Kaisers Avitus, der aus Gallien stammte, soll die Falkenbeize dann in Italien eingeführt haben. Avitus pflegte gute Beziehungen zu den seit 418 als foederati in Südgallien ansässigen Westgoten und hatte deren Anführer Theoderich I. dazu gebracht, sich mit Aëtius gegen die Hunnen zu verbünden, gegen die sie 451 in der Schlacht auf den Katalaunischen Feldern kämpften. Avitus war von 455 bis 456 selbst weströmischer Kaiser.
506 wurde die Beizjagd auf der Synode zu Agde in Gallien wieder verboten. Die Vandalen brachten sie wohl im Zuge der „Völkerwanderung“ nach Spanien und Nordafrika und machten die Völker der westlichen Mittelmeerküste Nordafrikas damit bekannt. Für das 6. Jahrhundert ist in Quedlinburg ein weiblicher ausgewachsener Habicht als Grabbeigabe gefunden worden. Dies wird als Zeugnis der Ausübung der Beizjagd bei den dortigen Stämmen angesehen. Sie erfreute sich im Frühmittelalter bald großer Beliebtheit unter den neuen Eliten und ist durch germanische Stammesrechte der Franken in der Lex Salica (507–511) mit Bußbestimmungen für den Diebstahl von Beizvögeln und der Lex Ripuaria (613–625), der Langobarden im Edictum Rothari (643), der Bayern in der Lex Baiuvariorum und der Burgunden in der Lex Burgundionum bezeugt.

#### Hochmittelalterliche Blüte

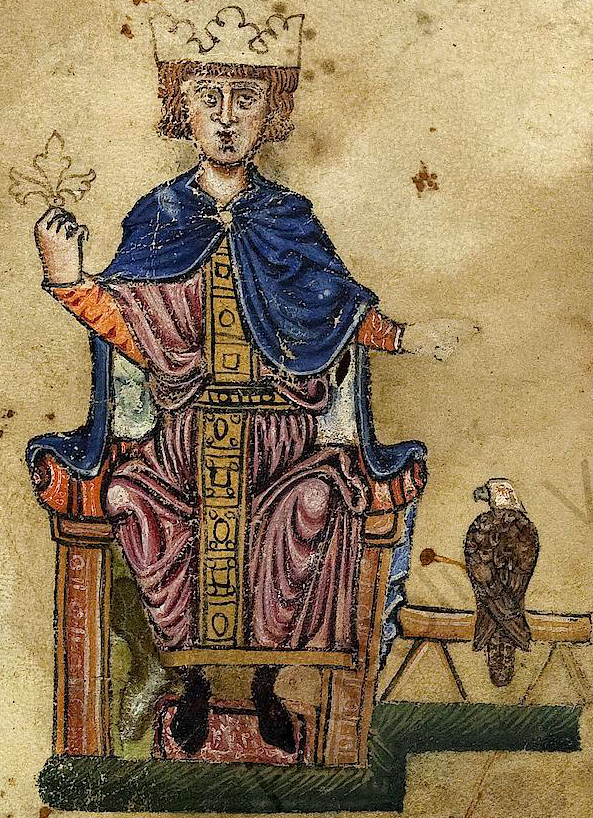
Friedrich II. (1194–1250) mit einem Jagdfalken (Falkenbuch)

Die Beliebtheit der Beizjagd scheint in Europa seit karolingischer Zeit stark nachgelassen zu haben, erst im Rahmen neuer östlicher Kontakte infolge der Kreuzzüge erlebte sie im Hochmittelalter eine neue Blütezeit und entwickelte sich dabei zu einem Privileg und Statussymbol des Adels.
Die Techniken wurden durch Erfahrungsaustausch mit arabischen Falknern erheblich verfeinert. Kaiser Friedrich II., der in Sizilien leichten Zugang zum arabischen Fachwissen auf diesem Gebiet besaß, führte zum Beispiel die Falkenhaube ein, die bis dahin in Europa noch unbekannt war. Sein Falkenbuch De arte venandi cum avibus (wörtl. ‚Über die Kunst, mit Vögeln zu jagen‘, später auch Über die Kunst zu beizen) war der erste Traktat dieser Art in der europäischen Literatur. Für Friedrich II. war die Falknerei aufgrund der dafür benötigten Kombination aus Willensstärke und Fürsorge eine ideale Vorübung für die Menschenführung. Der ideale Falkner war für ihn der ideale Herrscher. Seine Erkenntnisse konnte Friedrich II. nicht nur auf arabische Quellen, sondern auch auf jahrelange eigene Beobachtung der in seinem Buch behandelten Tiere stützen.
Vom 13. bis 15. Jahrhundert entstanden dann auch bedeutende deutschsprachige Werke zur Beizjagd.

#### Absolutismus
In Europa hatte diese prestigeträchtige Jagdform eine neuerliche Hochphase im Absolutismus. Sie war kostspielig und erforderte eine große Anzahl an geschultem Personal. Ein großes Falknerkorps war also ein Zeichen von Reichtum und Macht.
Im 16. Jahrhundert entwickelte sich die Kunst des Fangens und Abrichtens von Falken auch in Brabant. Valkenswaard lag in der Fluglinie der Wanderfalken und wurde zum wichtigsten Zentrum der Falknerei. Die Valkenswaarder Falkner boten ihre abgerichteten Vögel allen europäischen Fürstenhäusern an.
Karl Wilhelm Friedrich von Brandenburg-Ansbach unterhielt im 18. Jahrhundert auf seinem Landsitz Triesdorf bei Ansbach mit 51 Mitarbeitern eine der größten Falknereien in ganz Europa. Er beauftragte 1756 den Dekan und Rektor der Gunzenhäuser Lateinschule Johann Erhard Pacius mit der Übersetzung des Falkenbuchs Friedrichs II. unter dem Titel Von der Kunst zu beizen; dieser führte den „Befehl“ aus, musste sich jedoch für die Fachsprache der Beizjagd mit den flämischen Falknern am Hof austauschen. Nachdem der DFO 1923 die Falknerei in Deutschland wiederbelebte, wurden die Wortlisten Pacius’ teilweise übernommen. So kamen flämische Ausdrücke in die Fachsprache der modernen deutschen Falknerei.

#### Neuzeit
Durch Landschaftsveränderungen und die Verbreitung der Flinte wurde die Falknerei zunehmend weniger ausgeübt. Im 19. Jahrhundert ging sie erheblich zurück. Seit dieser Zeit wird sie meist nebenberuflich ausgeführt.

#### 21. Jahrhundert
Seit Beginn des 21. Jahrhunderts begann man damit, unter anderem in den Niederlanden, Frankreich und Deutschland große Greifvögel wie beispielsweise Steinadler oder Weißkopfseeadler dazu auszubilden, Drohnen von Hobbypiloten aus der Luft zu holen, wenn sie unerlaubt in Lufträume eindringen oder als terroristische Bedrohung wahrgenommen werden. Ob dieses Vorhaben tatsächlich erfolgreich zum Einsatz kommen wird, ist allerdings noch ungewiss.

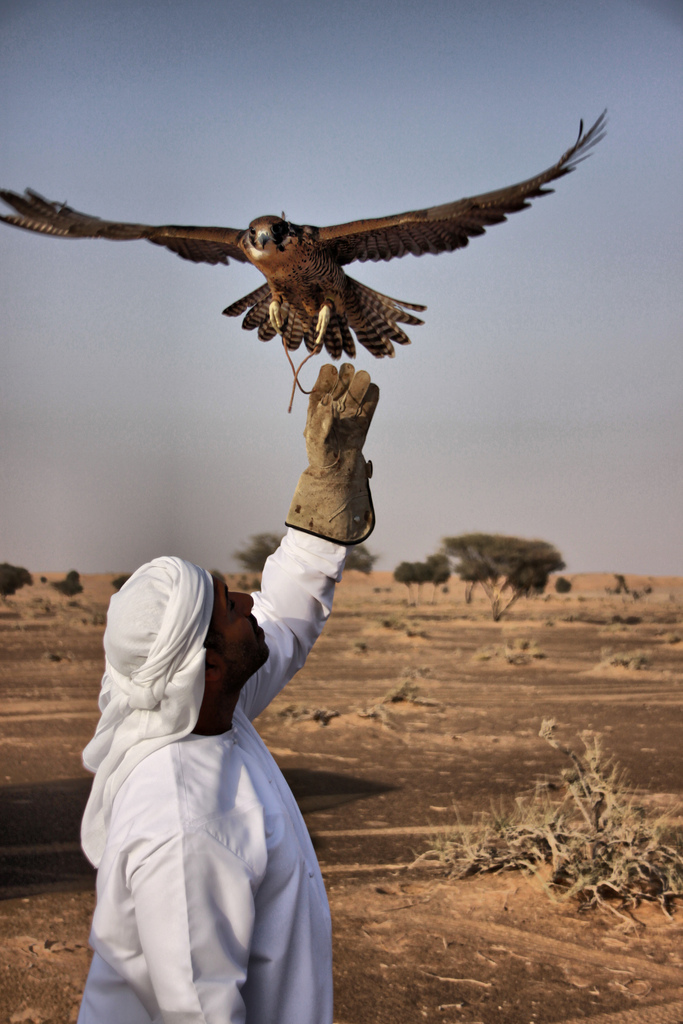
Falkner aus den Emiraten

In Folge einer multinationalen Submission unter Leitung Abu Dhabis erhielt die Falknerei von der UNESCO im Jahr 2010 einen Eintrag in die weltweite Repräsentative Liste des immateriellen Kulturerbes der Menschheit gemäß der UNESCO-Konvention zur Erhaltung des immateriellen Kulturerbes, der in den Jahren 2012 (darunter Österreich) und 2016 (darunter Deutschland) um weitere unterstützende Staaten ergänzt wurde.

## Beizvögel
Auch wenn für Falknereischauen oft auch andere Arten zum Einsatz kommen, so wird die Jagd doch meist mit den nachfolgend genannten Arten betrieben. Grundsätzlich lassen sich die einzelnen Arten nur auf ähnliche Beute trainieren, wie sie auch in der Natur gejagt wird. So lassen sich Wanderfalken nicht auf Kaninchen oder andere Bodenbewohner trainieren, sondern nur auf fliegende Beute. Die Größe der bejagten Tiere kann in der Falknerei die Größe der natürlichen Beute jedoch weit übertreffen. So jagen Steinadler in der Natur keine Wölfe, sie werden jedoch (wie oben beschrieben) zur Jagd darauf verwendet, wobei der Adler den Wolf in der Regel nicht tötet, sondern nur bindet. Die unterschiedliche Verwendung der einzelnen Geschlechter hinsichtlich der jeweiligen bejagten Beutetiere beruht auf dem Größenunterschied (Geschlechtsdimorphismus) zwischen Männchen und Weibchen (z. B. beim Habicht oder dem Wanderfalken).

Zwei einander zugewandte Beizvögel: Batzenhofen

Falkner in Deutschland dürfen nur maximal zwei Exemplare einer heimischen Art halten.
Die einzelnen Arten:
- Falkenartige:
  - Gerfalke (Falco rusticolus): Als Universaljäger auch zur Jagd auf Kaninchen verwendbar, hauptsächlich aber Flugwild wie Fasane, Rebhühner und Moorschneehühner, die auch in der Natur ihre Hauptbeute darstellen.
  - Lannerfalke (Falco biarmicus): Eignet sich zur Rebhuhn- und Fasanenjagd.
  - Würgfalke (Falco cherrug): Wird in Europa zur Jagd auf Rebhühner, Fasanen, Krähen und Enten verwendet. In Asien wird dieser Falke zur Jagd auf Kragentrappen eingesetzt.
  - Merlin (Falco columbarius) wird zum Beispiel in England zur Jagd auf Lerchen verwendet, was in Deutschland jedoch verboten ist. Außerdem erfreut sich dieser Falke großer Beliebtheit beim mitteleuropäischen Hochadel.
  - Wanderfalke (Falco peregrinus): Wird für die Jagd auf Vögel bis zur Größe von Enten oder Krähen verwendet.

Neben den genannten Falkenarten können auch Hybriden aus zwei Arten gezüchtet werden. Wegen der Gefahr der Faunenverfälschung traten die drei großen deutschen Falknerverbände (DFO, ODF und VDF) bereits in den 1990er Jahren für ein Verbot der Hybridzucht ein, das seit dem 25. Februar 2005 in Deutschland in Kraft ist.

- Habichtartige:
  - Habicht (Accipiter gentilis): Eignet sich für alle Arten von Vögeln, von der Taube bis zur Ente, daneben aber auch für die Jagd auf Kaninchen. Weibliche Habichte sind auch für die Jagd auf Feldhasen geeignet, können diesen aber meist nur festhalten und nicht töten. Der Habicht war im Mittelalter die bevorzugte Art bei der Beizjagd im deutschsprachigen[21] Raum.
  - Sperber (Accipiter nisus): Nur die einem kleinen Habicht ähnlichen Weibchen[22] sind für die Beizjagd geeignet, ihre Beute sind dabei: Möwen, Tauben, Elstern, Rebhühner und junge Fasane. Die Männchen (Sprinz) wurden früher auch zur Jagd auf Sperlinge verwendet. Im deutschsprachigen Raum des Mittelalters wurde der Sperber als Ersatz für den größeren und leistungsfähigeren Habicht eingesetzt.[23] In Deutschland war die Haltung des Sperbers, nicht explizit die Beizjagd mit ihm, von 1985 bis 2018 verboten.[24] Seit Juni 2018 ist nach einer Gesetzesänderung die Haltung wieder gestattet und damit auch die Beizjagd möglich (passendes Wild vorausgesetzt).
  - Wüstenbussard (Parabuteo unicinctus): heute eher unter dem englischen Namen Harris Hawk bekannt, kann wie der einheimische Habicht verwendet werden.
  - Steinadler (Aquila chrysaetos): In Europa wird er für die Jagd auf Feldhase, Fuchs und Reh verwendet, im Nahen Osten auch auf Antilopen, Gazellen und Schakale und in Zentralasien für die Wolfsjagd (nur die Weibchen).
- Häufiger werden auch die nordamerikanischen Arten Rotschwanzbussard (Buteo jamaicensis) und Königsrauhfußbussard (Buteo regalis), von Ornithologen und Wissenschaftlern als Königsbussard bezeichnet, zur Beizjagd eingesetzt.

- Eigentliche Eulen:
  - Uhu (Bubo bubo)

### Artenschutz
Mit Ausnahme des Habichts, der nach strengen Vorgaben noch der Natur entnommen werden darf, ist das Aushorsten von Wildvögeln zum Zwecke der Beizjagd in Deutschland wie in den meisten Ländern verboten. Die für die Beizjagd benötigten Vögel werden in Menschenhand bereits seit Anfang der 1970er Jahre regelmäßig gezüchtet, wobei die Erfahrungen der Falkner im Umgang mit den Vögeln eine zentrale Rolle spielen.
Einige Falkner machen bei Auswilderungsprogrammen z. B. für Wanderfalken mit. 2004 wurde beispielsweise der 1000ste Wanderfalke vom Deutschen Falkenorden (DFO) ausgewildert. Weitere Artenschutzprogramme für verschiedene Greifvögel und Falkenartige werden von Falknern weltweit organisiert und betreut.

### Greifvogelschauen

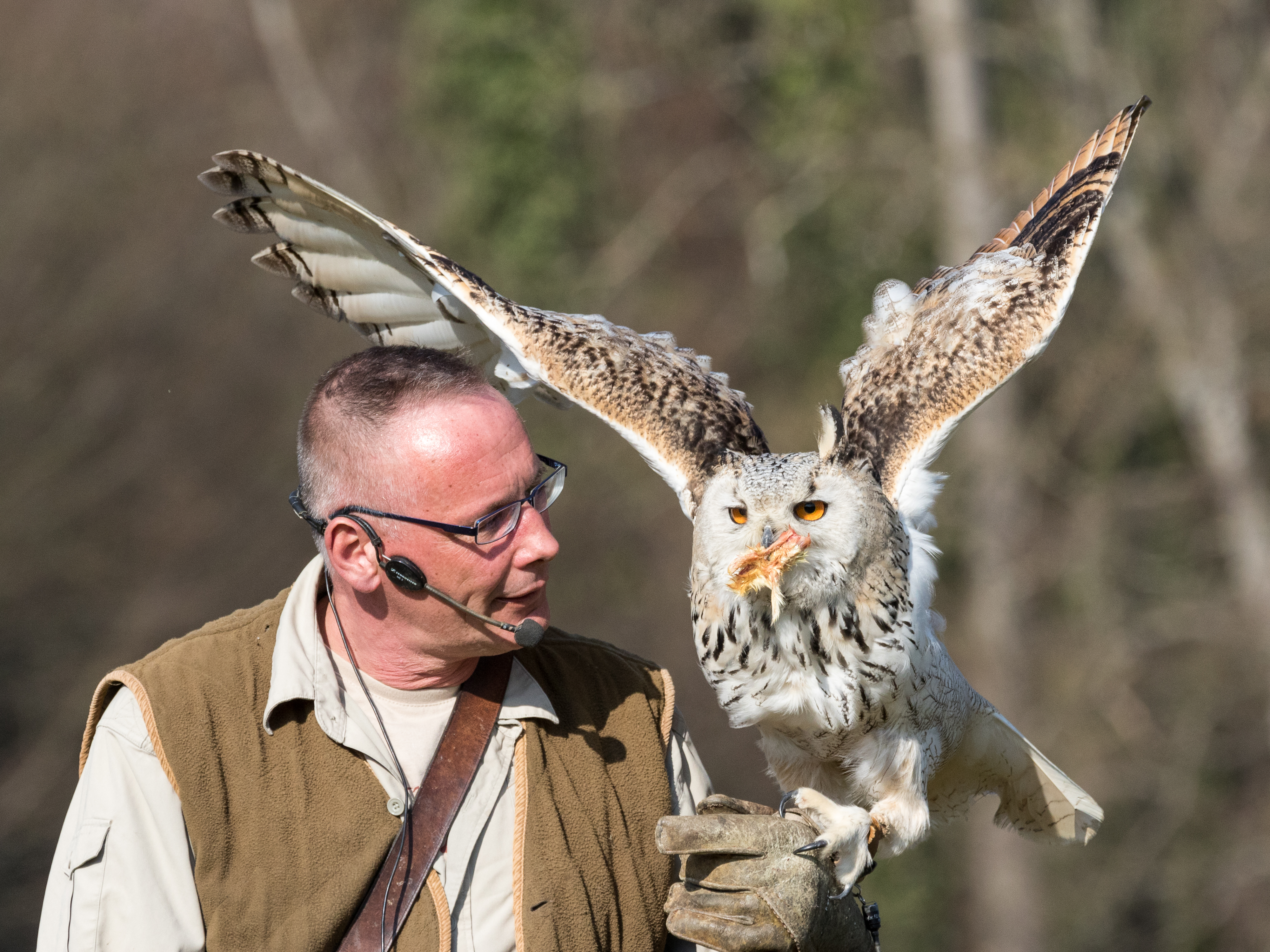
Falkner mit Sibirischem Uhu (Bubo bubo sibiricus) bei einer Greifvogelschau

Techniken aus der Falknerei werden auch für die Ausbildung von Tieren für Greifvogelschauen von Falknereien, bei denen Greifvögel und Falkenartige vor Publikum fliegen, verwendet. Mobile Falkner treten mit ihren Vögel auch auf Jahrmärkten, bei Naturschutzveranstaltungen, in Schulen und bei vielen anderen Gelegenheiten auf. Eine solche Schau wird meist von einem Falkner geleitet, der von einer Gruppe von Helfern unterstützt wird.

## Methodik der Falknerei

### Jagdausübung

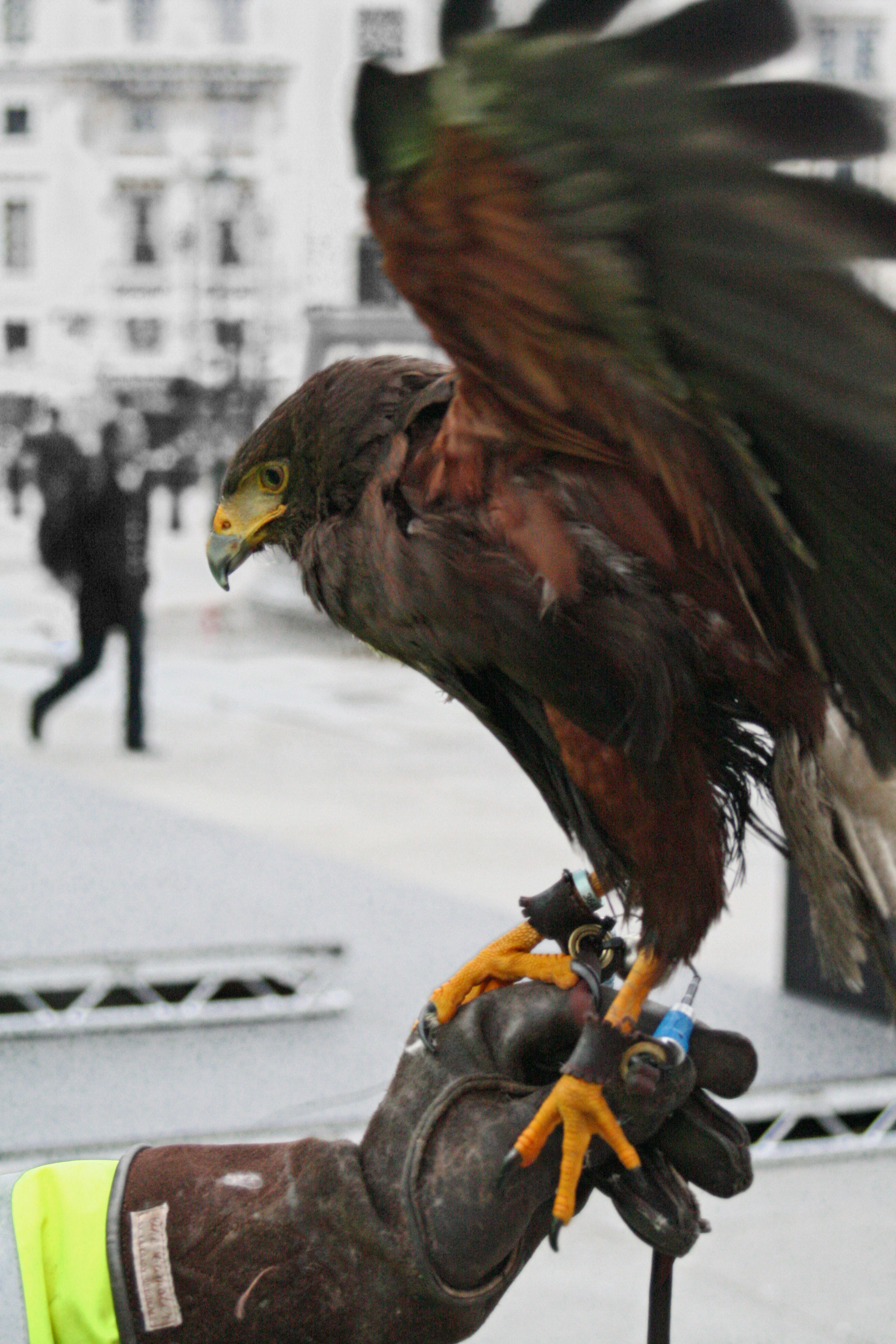
Mit der Vergrämung von Stadttauben beauftragter Falkner mit Wüstenbussard auf dem Trafalgar Square im Zentrum London

Falken und Greifvögel werden mitunter eingesetzt, um Vogelschwärme von Gebäuden oder Gefahrzonen zu vertreiben. Auf Flughäfen sind Falknereien eine von mehreren Möglichkeiten, Kollisionen von Flugzeugen mit Vögeln zu vermeiden.
Als geeignete Jagdart gilt hierfür die Anwartefalknerei, bei der Greifen des hohen Fluges (vornehmlich Wanderfalken) eingesetzt werden, da diese aus dem Sturzflug heraus jagen. Bei anderen Falkenarten dauert die Ausbildung zur Anwartefalknerei länger und ist schwieriger, da sie nicht auf dem natürlichen Jagdverhalten dieser Vögel beruht. Man kann die Anwartefalknerei nur auf Flugwild und dabei auch nur auf solche Vögel betreiben, die sich am Boden, in Büschen oder im Wasser vor Feinden drücken, also bei Anblick von Falke oder Hund unbeweglich verharren. Zu diesen Wildarten zählen zum Beispiel Rebhuhn, Fasan, Wildente und Elster.
Bei der Beizjagd auf Rebhühner und Fasane werden Vorstehhunde genutzt, die das Wild vorstehen (anzeigen). Wenn der Hund also vorsteht, wird dem Falken die Falkenhaube abgenommen und der Falke zum Steigen geworfen. Der Falke ist darauf trainiert, hoch in der Luft (je höher, desto besser, in der Regel 100 bis 200 Meter) genau über dem Falkner anzuwarten. Wenn er nun in einer passenden Position über dem Hund ist, erhält dieser den Befehl einzuspringen und damit das Wild hochzujagen. Der Falke greift sofort an, geht in einen 90 bis 45 Grad Sturzflug über, beschleunigt noch (bis ca. 200 km/h) und legt dabei die Schwingen ganz an den Körper an, bis der Falke fast den Erdboden erreicht hat, dann öffnet er die Schwingen halb, schwingt sich mit unverminderter Geschwindigkeit in die Flugbahn des verfolgten Vogels ein und schlägt ihn mit den Klauen in der Luft.
Auch zur Jagd auf Kaninchen in Parks und Wohngebieten, wo aus Sicherheitsgründen meist auf Schusswaffengebrauch durch Stadtjäger verzichtet wird, werden mancherorts Habichte und Wüstenbussarde eingesetzt, eher selten Falken.

### Federspiel
Ein Federspiel ist eine Beuteattrappe zum Training und zum Beireiten (Herbeirufen) des Vogels. Man versteht darunter ein Stoff- oder Lederkissen, an dem ein Stückchen Atzung (Futter) als Belohnung befestigt sein kann. Dieser Köder hängt an einer etwa 2 m langen Schnur und kann damit im Kreis herumgeschwungen werden, was für den Vogel auch aus größerer Ferne ein deutlich sichtbares Signal zum Zurückkommen darstellt.

### Balg
Analog zum Federspiel dient der Balg als Trainingsgerät für die Jagd auf bodenbewohnendes Wild wie etwa Feldhasen oder Kaninchen. Es handelt sich dabei um ein gefülltes Kissen als Beuteattrappe, welches geschleppt wird.

## Nationales: Verbände, Rechtslage, Kulturgut
Die meisten großen Falknerverbände sind in der International Association for Falconry and Conservation of Birds of Prey (IAF) zusammengeschlossen; ihr gehören 70 Verbände aus 48 Ländern auf der ganzen Welt mit 28.500 Mitgliedern an.

### Deutschland

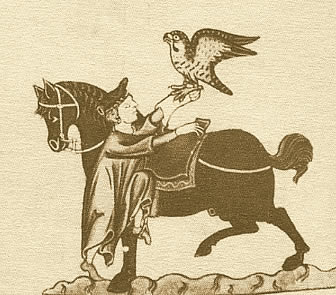
Falknerei von Kaiser Friedrich II (1220-1250):

In Leipzig wurde 1923 der Deutsche Falkenorden (DFO) gegründet, er ist auf eine Initiative des Düsseldorfer Tiermalers Renz Waller entstanden und gilt als Beginn der modernen Falknerei in Deutschland. Er ist Mitglied der IAF.

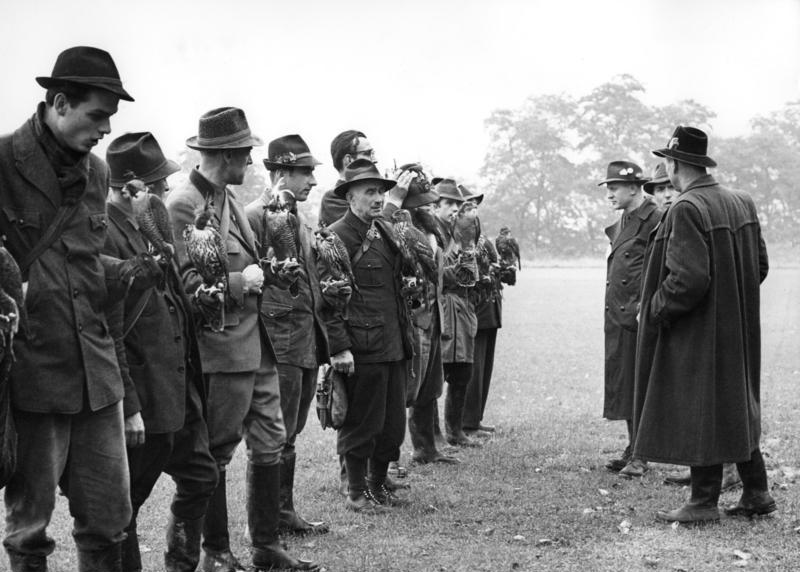
Falkenbeize in Xanten (Oktober 1960)

1959 wurde von einigen Falknern um Hans Reinecke und Friedrich-Wilhelm Ehlerding der Orden Deutscher Falkoniere (ODF) (seit 1961 unter diesem Namen) als zweiter großer deutscher Falknerverband gegründet, dem sich auch Renz Waller in der Folgezeit – nach zunehmendem Zerwürfnis mit dem DFO – zuwandte. Seit 2009 gehört der ODF ebenfalls der IAF an.

1990 entstand als dritter großer deutscher Falknerverband der Verband Deutscher Falkner (VDF), der die Falkner auf dem Gebiet der früheren Deutschen Demokratischen Republik vereinigte und heute in den Bundesländern Baden-Württemberg, Brandenburg, Rheinland-Pfalz, Sachsen, Sachsen-Anhalt und Thüringen aktiv ist. Er ist Mitglied der IAF.

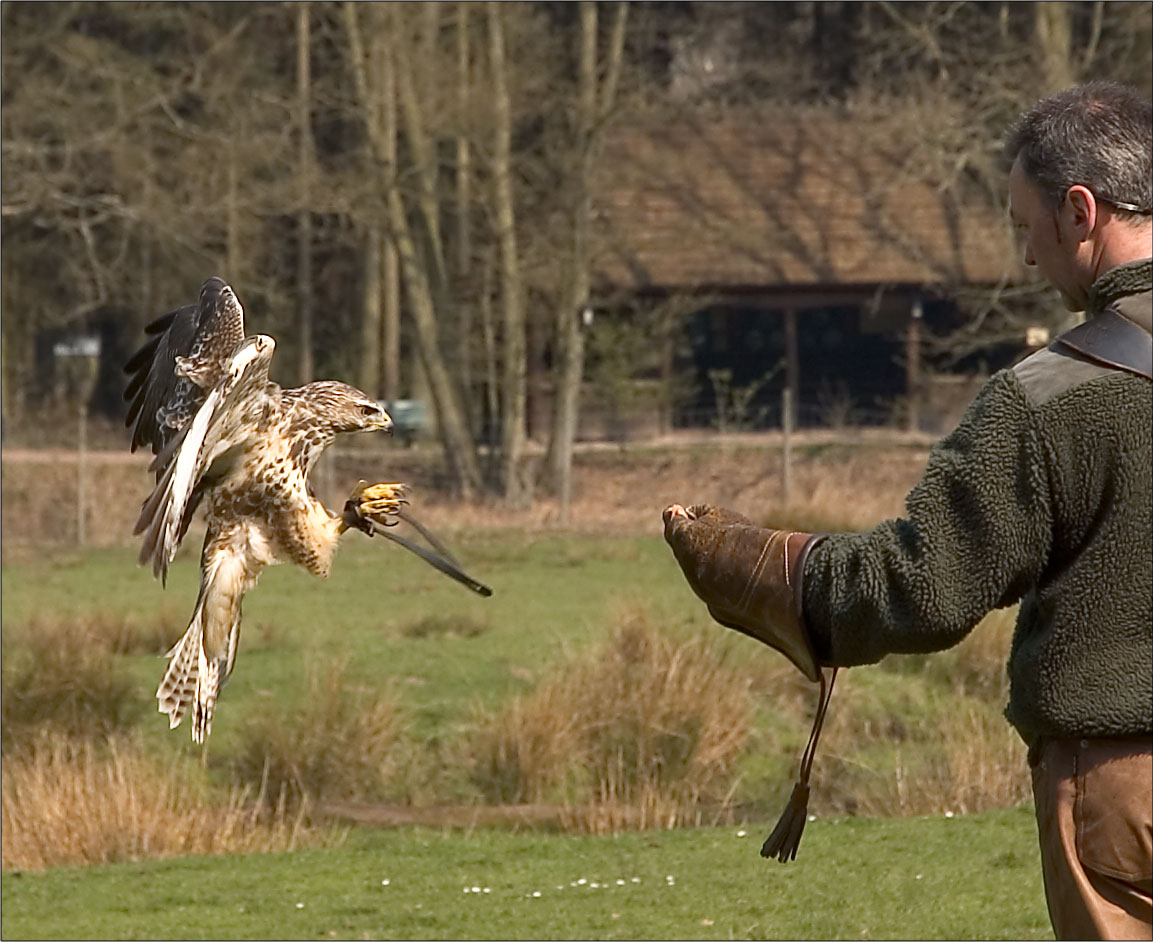
Bussard beim Landeanflug auf einen Falkner

In Deutschland sind gegenwärtig etwa 2000 Falkner aktiv.
DFO, ODF und VDF vertreten zusammen 1.700 Mitglieder, meist aktive Falkner. Daneben gibt es noch mehrere kleinere meist regionale Falknervereine. Diese Vereine sind teilweise in der Kommission Greifvögel und Falknerei Deutschland zusammengeschlossen. Während die drei großen Verbände die Hybridfalkenzucht und die Beizjagd mit solchen Arthybriden ablehnen, ist die Kommission Greifvögel und Falknerei Deutschland für die Hybridfalkenzucht. In der Kommission sind auch große Falkenzuchtbetriebe vertreten.
Die Falknerei in Deutschland erfordert eine eingeschränkte Jägerprüfung (ohne Handhabung von Schusswaffen) und eine spezielle Falknerprüfung. Da die Beizjagd dem Jagdrecht unterliegt, bedarf es eines Falknerjagdscheins.
Über 1000 von Falknern des DFO gezüchtete Wanderfalken wurden in Deutschland ausgewildert.
Im Jahre 2014 wurde Falknerei in das Bundesweite Verzeichnis des immateriellen Kulturerbes aufgenommen. In seiner Begründung hob die Deutsche UNESCO-Kommission hervor, dass durch die zentrale Arbeit mit dem lebenden Tier die Vermittlung des Wissens und die Tradition der Falknerei stark auf dem Austausch der Falkner untereinander begründet sei. Trotz medialer Unterstützung liegt das Erarbeiten der Kenntnisse der falknerischen Praxis und des Wissens in der Vogelkunde und der Historie in der mündlichen Überlieferung in der stark vereins-organisierten Praxis.
Die 1995 erstellten Leitlinien für eine tierschutzgerechte Haltung von Wild in Gehegen regeln in Deutschland auch die Haltung von Eulen und Greifvögeln in Gefangenschaft.

### Österreich
Der 1950 gegründete Österreichische Falknerbund (ÖFB) ist der größte Verband in Österreich. Er repräsentiert alle österreichischen Falkner international bei der IAF.
Im März 2010 gelang dem ÖFB die Aufnahme der österreichischen Falknerei in die nationale UNESCO-Inventarliste für das immaterielle Kulturerbe Österreichs. Die ursprüngliche Forderung zur Anerkennung dieser über 4000 Jahre alten Jagdkunst als UNESCO-Weltkulturerbe stammt ebenfalls aus Österreich und wurde durch die Jagdhistorikerin Monika Reiterer aus Graz erstmals in den späten 90er Jahren erhoben und veröffentlicht. Österreich wurde schließlich von der internationalen Staatengemeinschaft Dezember 2012 ebenfalls in die repräsentative Liste des immateriellen Kulturerbes der Menschheit (immaterielles Weltkulturerbe) aufgenommen.

### Schweiz
In der Schweiz haben sich Falkner zur Schweizerischen Falkner-Vereinigung (SFV) zusammengeschlossen, die auch Mitglied der IAF ist. Sie bietet unter anderem eine Fachausbildung und in Zusammenarbeit mit den Kantonen die schweizerische Falknerprüfung an. Die SVF selbst führt keine Greifvogelschauen durch und betont hierbei das Ziel der Pflege und Ausübung der Beizjagd sowie der Vermittlung der entsprechenden Fachkenntnisse.

### Nordamerika
In den Vereinigten Staaten ist für alle US-Bundesstaaten eine Federal and State falconry license zur Beizjagd vorgeschrieben. Ausnahme bildet Hawaii, wo die Beizjagd generell verboten ist. In Kanada ist die Beizjagd für die Regionen Alberta, Manitoba, Nova Scotia, Ontario und Quebec gesetzlich geregelt.

### Vereinigtes Königreich
Rechtlich unterliegt die Falknerei dem Countryside and Wildlife Act, 1981. Die Vergabe von neuen Lizenzen zur Falknerei wird restriktiv gehandhabt.

## Kritik
Gegen die Falknerei wird von verschiedenen Seiten Kritik erhoben. Von Naturschützern werden insbesondere mögliche Nebeneffekte der Falknerei bzw. Greifvogelhaltung kritisiert, so etwa die Auswirkungen von Aushorstung, d. h. der Entnahme wilder Greifvögel oder Falkenartiger aus deren Horst sowie die Probleme durch entflohene, durch künstliche Insemination gezeugte, hybridisierte Zuchtfalken, die in Europa mehrfach Bruten störten bzw. selbst mit wilden Wanderfalken und Sakerfalken brüteten. Demgegenüber betrachten Tierrechtsaktivisten und Tierschützer die Haltung von Greifvögeln generell oder spezielle Haltungsbedingungen, so z. B. die Fußfesseln in der Anbindehaltung, beengte Haltung in Flugdrahtanlagen bzw. Volieren, mangelnde Gelegenheit zum Freiflug und Ruhigstellung durch die Falkenhaube, als gegenüber den Tieren grausam und ablehnenswert.